# Bierpalast
Un Bierpalast (Palais de la bière, en allemand) est un restaurant-brasserie traditionnel du XIXe siècle, grand comme un palais, en Allemagne, Europe germanique et Europe centrale, lieu de consommation de bière allemande, notamment dans les villes brassicoles de Munich, Dortmund ou Berlin.

## Étymologie
Un Bierpalast est un mot allemand, composé de bier « bière » et palast « palais » qui désigne un palais-restaurant-brasserie où consommer cuisine allemande, bière allemande, et bretzel.

## Histoire

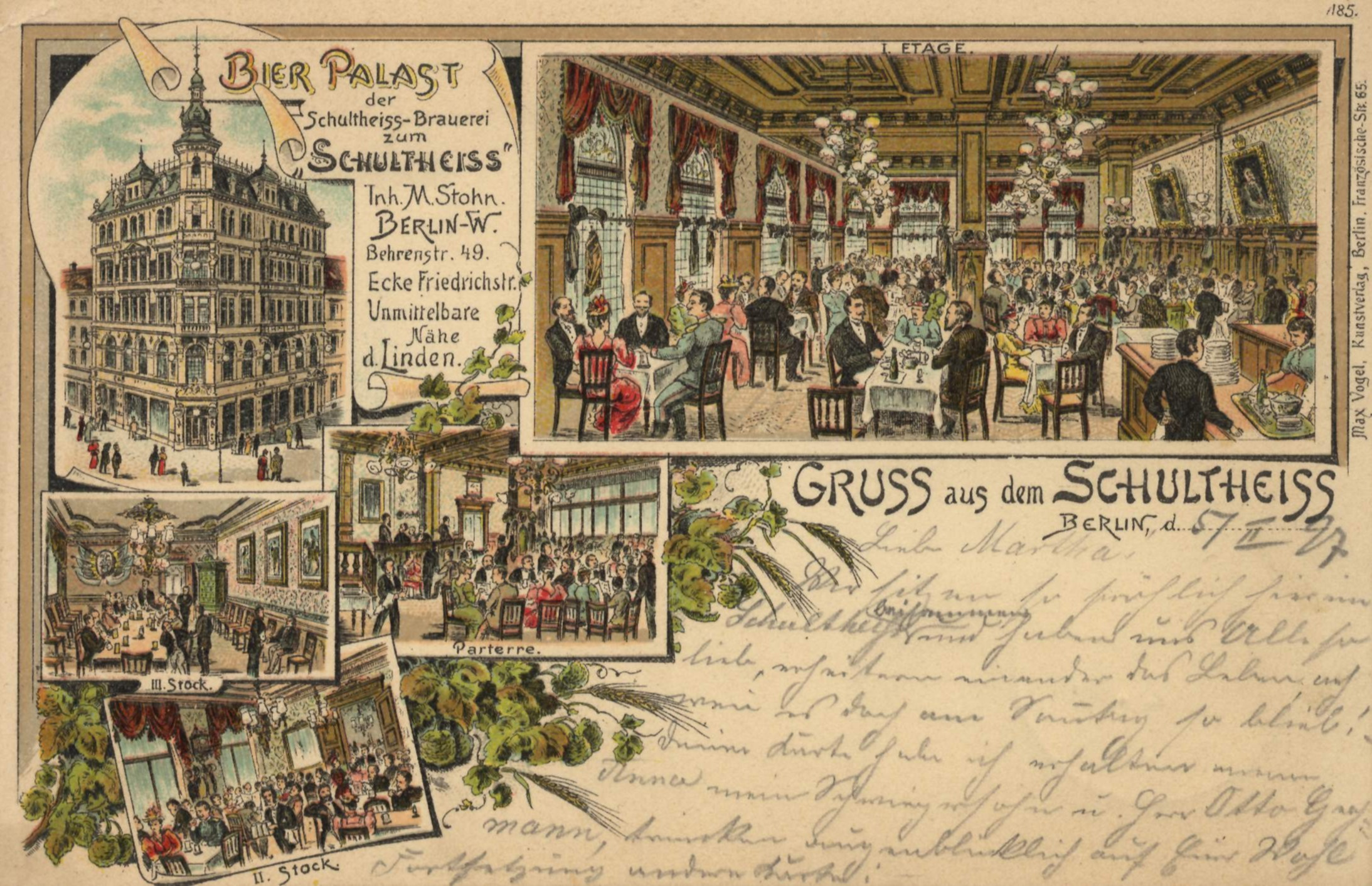
Ancien Bierpalast Schultheiss de Berlin.

Les restaurants-brasseries font partie intégrante de la culture allemande et bavaroise, avec Munich, capitale de la bière,,, avec ses Bierstube (brasserie), Bierkeller (cave à bière), Bierhaus (maison de la bière), Biergarten (jardin de la bière), Bierzelt (tente à bière), et Bierfest (fêtes de la bière)... 

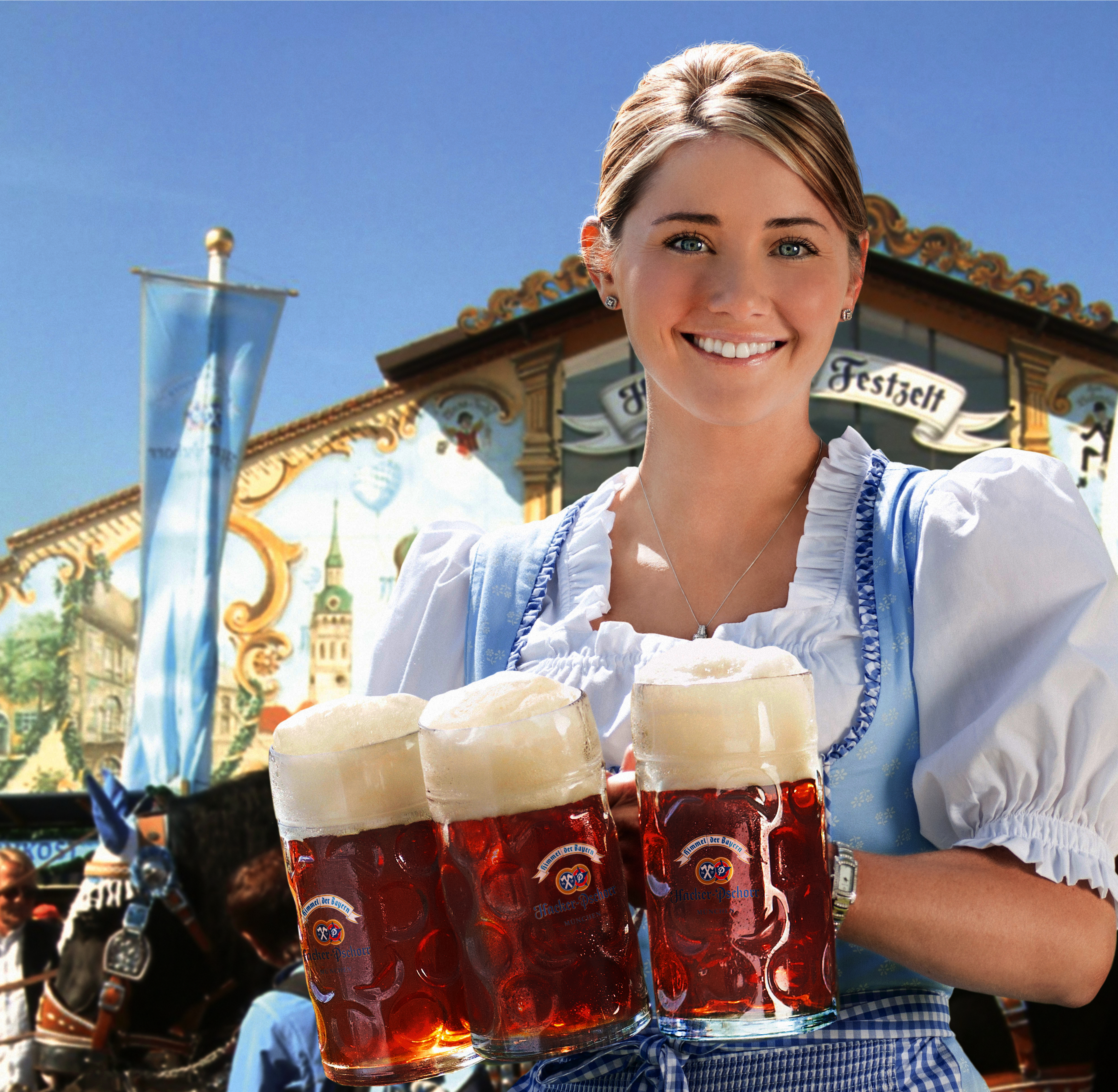
Serveuse de maßs de 1 litre de bière allemande traditionnelle.

Le palais de la bière Hofbräuhaus am Platzl (un des plus anciens) est fondé en 1654 dans le centre historique de Munich, près du palais de la Résidence, par le duc Guillaume V de Bavière, pour héberger sa brasserie Hofbräu München et fournir en bière la Maison de Wittelsbach, la cour de Bavière, et ses armées bavaroises. La brasserie reçoit l'autorisation de vendre sa bière au public en 1828. Ces brasseries géantes peuvent accueillir 4 à 5 000 personnes en service continu, avec ses Stammtischs d'habitués, dans des complexes de grandes salles de diverses tailles, sur plusieurs étages, allant jusqu'à 1 500 m2. Elles sont généralement fondées par une importante marque de bière, dont elles commercialisent la production, et peuvent également produire leurs propres bières artisanales dans des microbrasseries attenantes. Elles pariaient au début de l'ère industrielle du XIXe siècle sur la capacité qu'avait la bière de rassembler des personnes de diverses couches sociales dans un même lieu, et ont ainsi participé à l'unification des Lands allemands, avec la célèbre fête de la bière Oktoberfest d'octobre, fondée en 1810 par le  roi Louis Ier de Bavière, pour son mariage avec la reine Thérèse de Saxe-Hildburghausen.

Quelques Bierpalast allemands
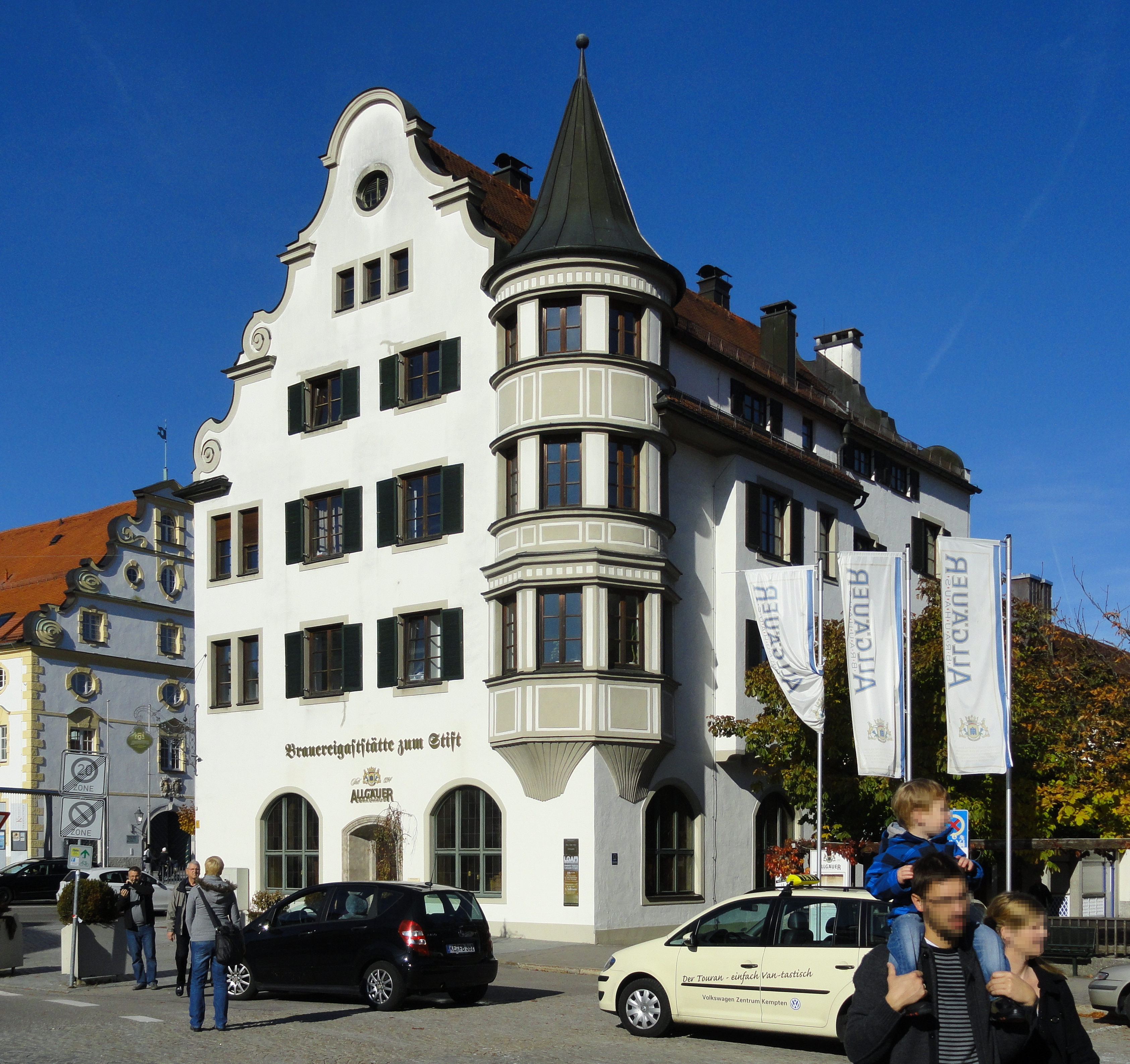
Brasserie Zum Stift (de) de Kempten (Bavière)
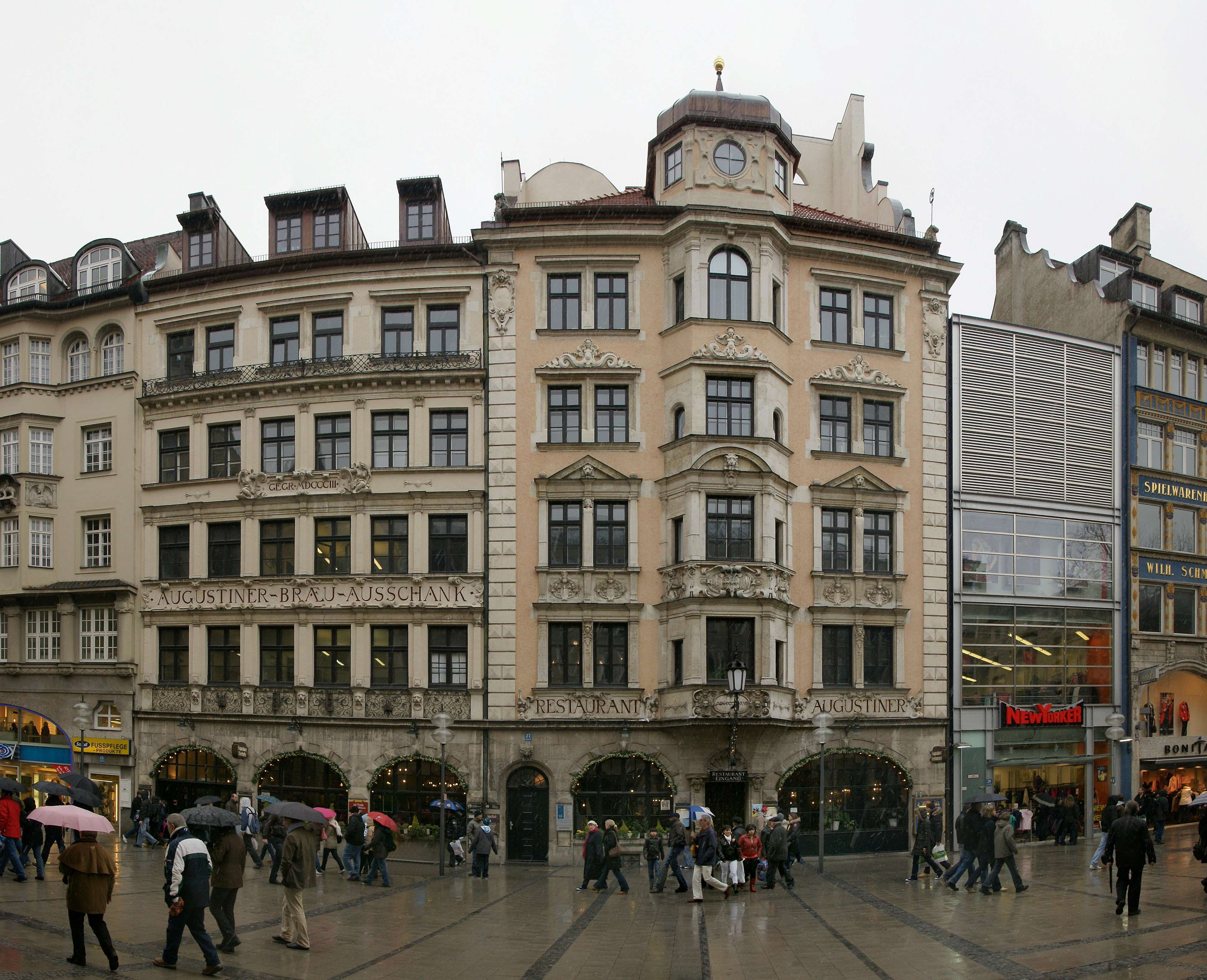
Zum Augustiner de Munich
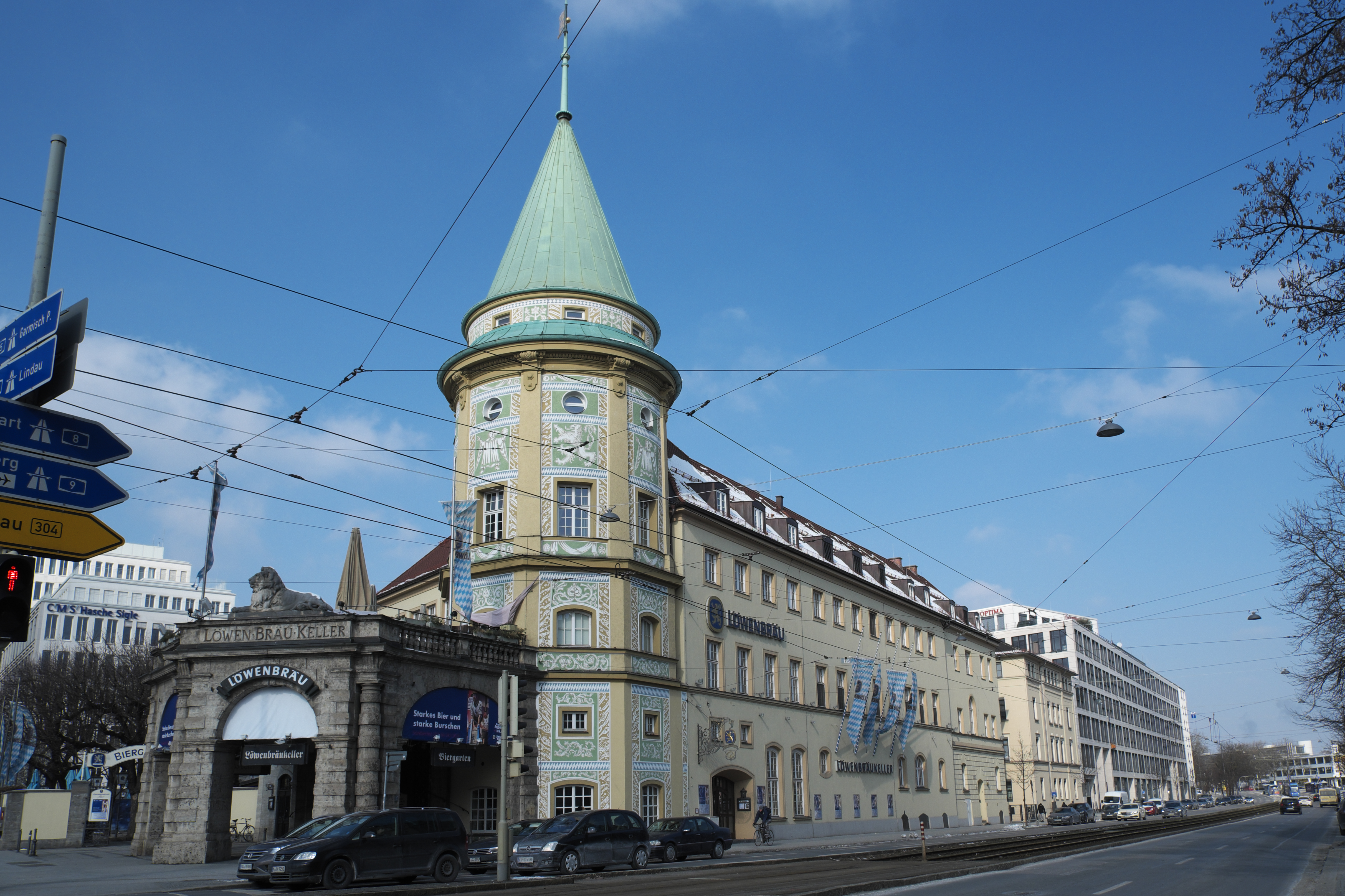
Löwenbräu-Keller de Munich
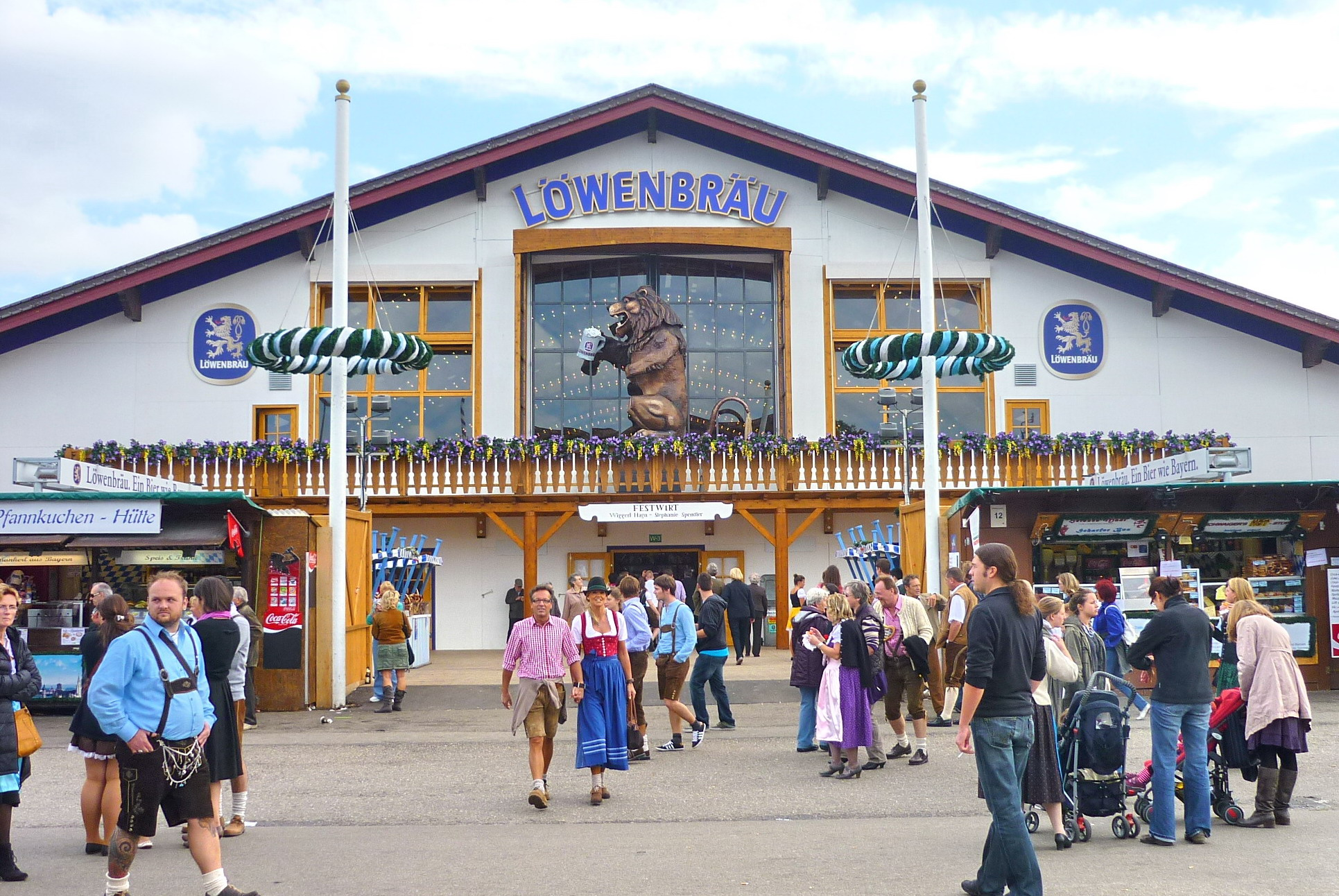
Löwenbräu-Festhalle de l'Oktoberfest de Munich
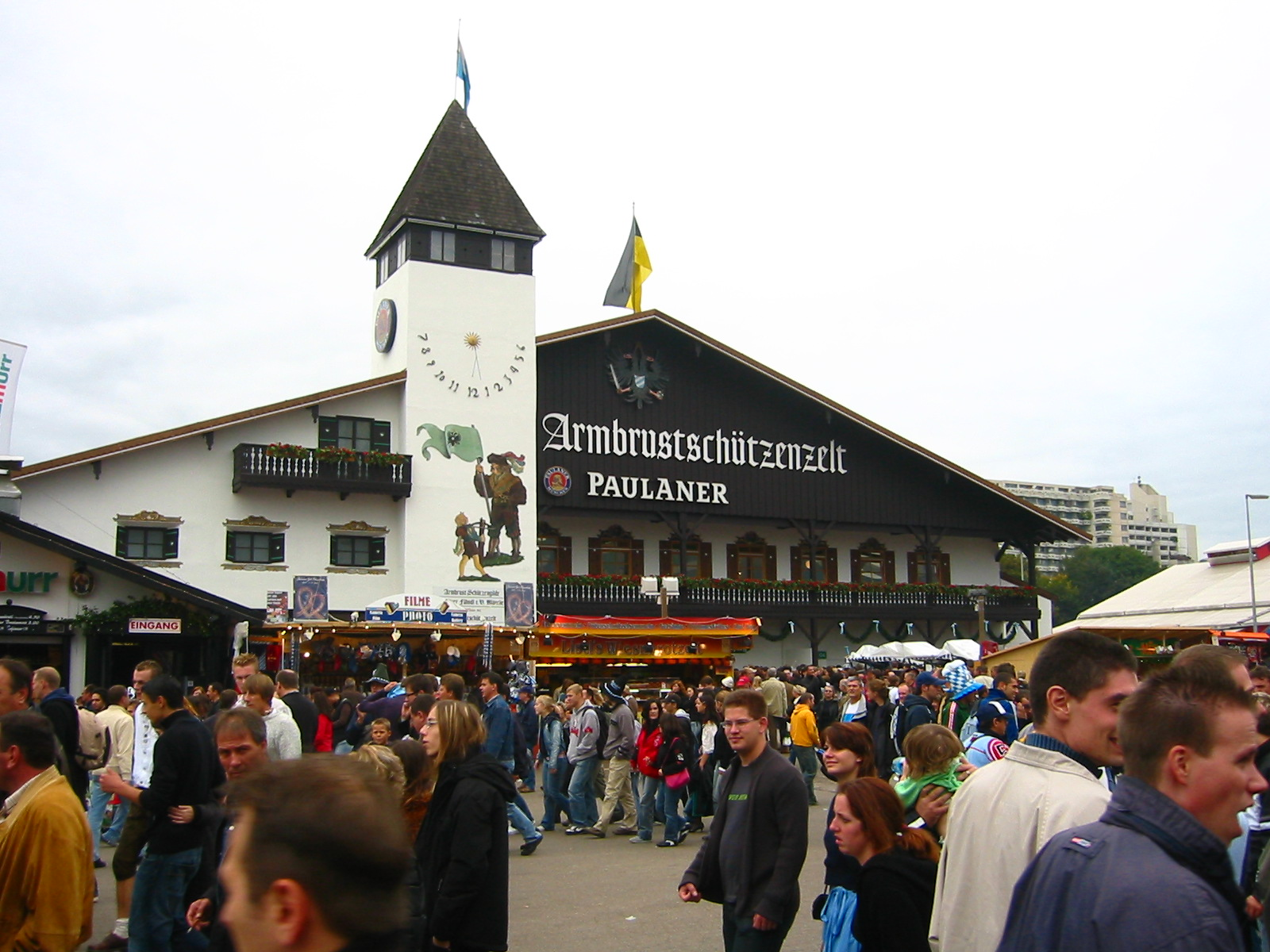
Tentes de l'Oktoberfest Paulaner de Munich

Les Bierpalasts servent en journée continue de la cuisine bavaroise, allemande et de la bière allemande traditionnelle de restaurant-brasserie, telles que choucroute garnie, charcuterie, saucisses, fromages, Leberkäse, poissons grillés (Steckerlfisch), rôti de porc, jarret de porc (Schweinshaxn), salade de pommes de terre, purée, frite, choucroute, tarte, strudel... La bière à la pression est généralement consommée en chopes (traditionnellement des Maßs de 1 litre) avec des bretzels, dans une atmosphère conviviale et festive. Les serveurs, consommateurs, et musiciens sont parfois habillés en vêtements traditionnels bavarois ou allemands (dirndl, lederhose, chapeau tyrolien). Les lieux sont généralement animés par un orchestre de volkstümliche Musik allemande traditionnelle typique, avec des répertoires de chansons à boire festives et de yodel, telles que Beer Barrel Polka, ou encore In München steht ein Hofbräuhaus (de)... 

Quelques intérieurs de palais à bière
Hofbräu-Festzelt (en) de l'Oktoberfest de Munich
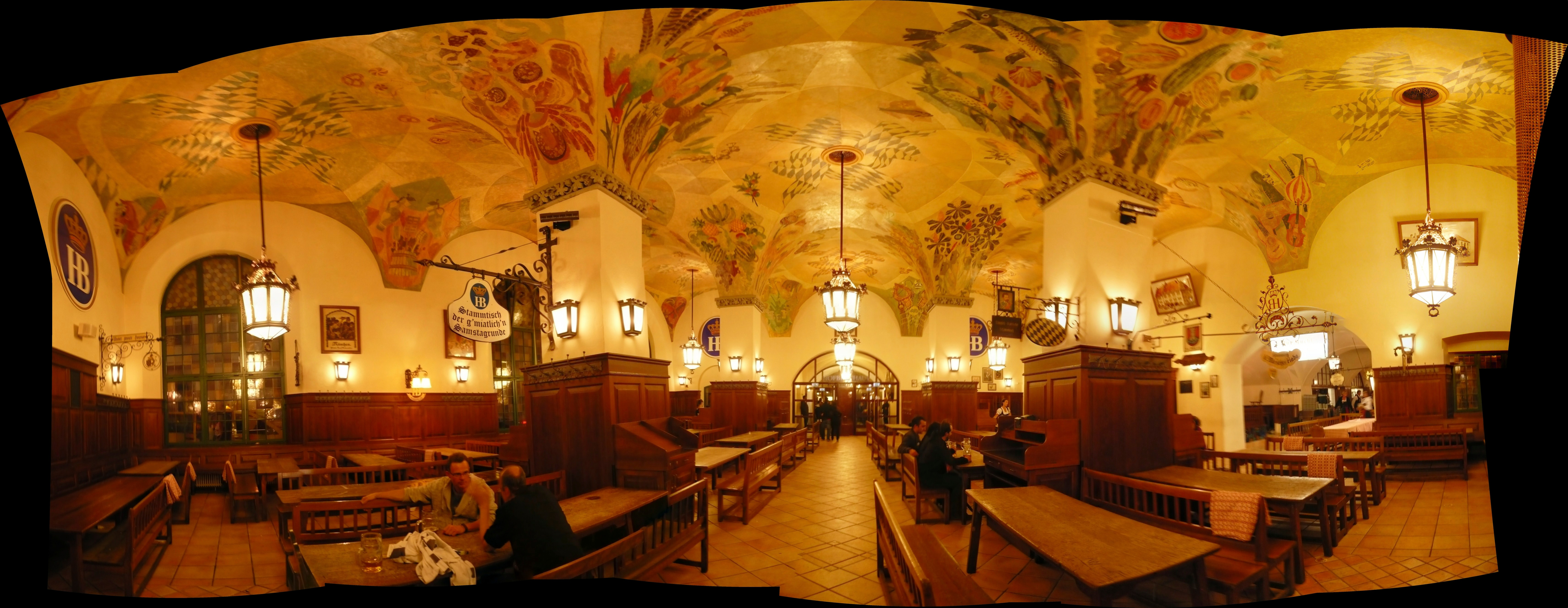
Grande salle de réz de chaussée du Hofbräuhaus am Platzl de Munich
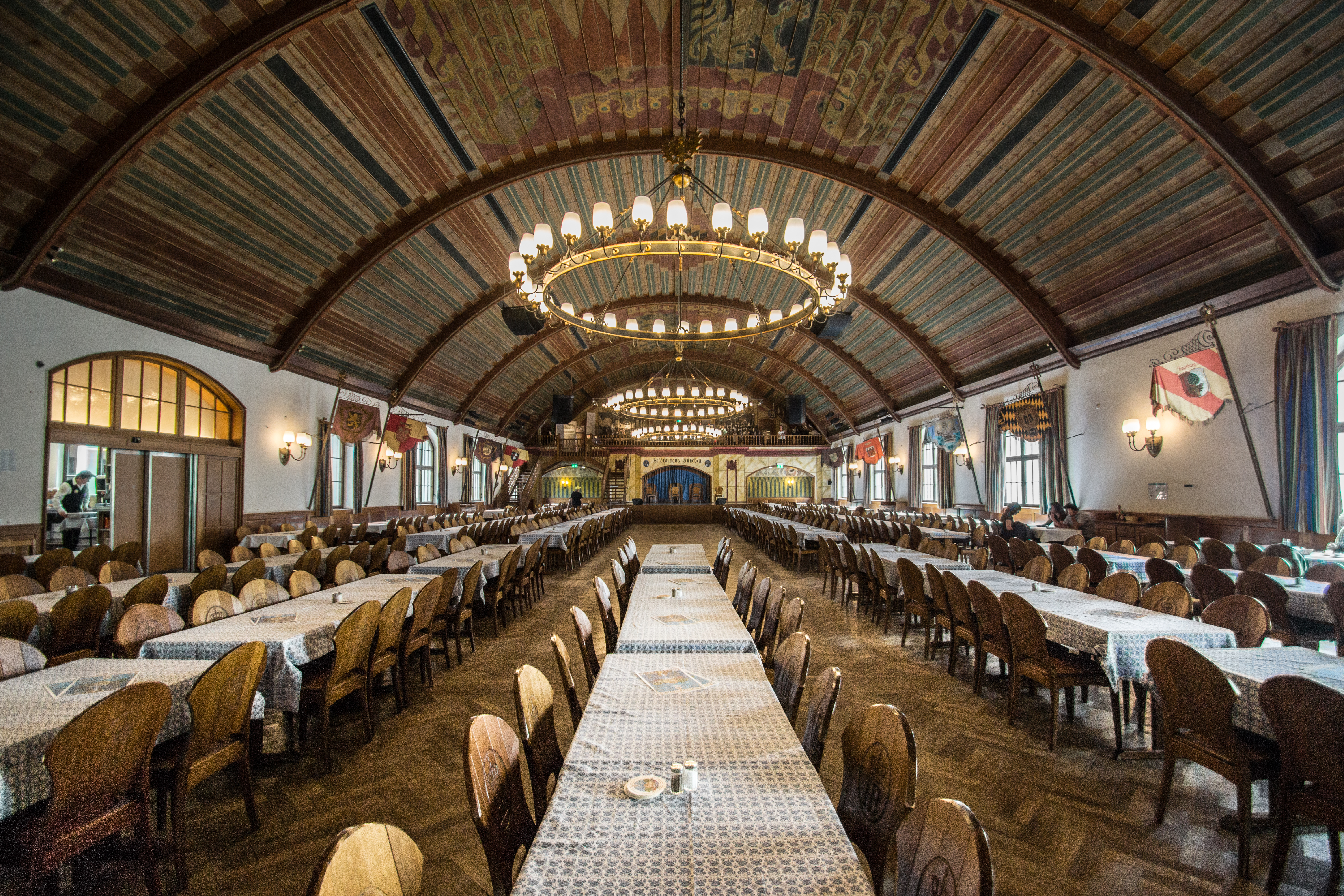
Hofbräuhaus am Platzl de Munich
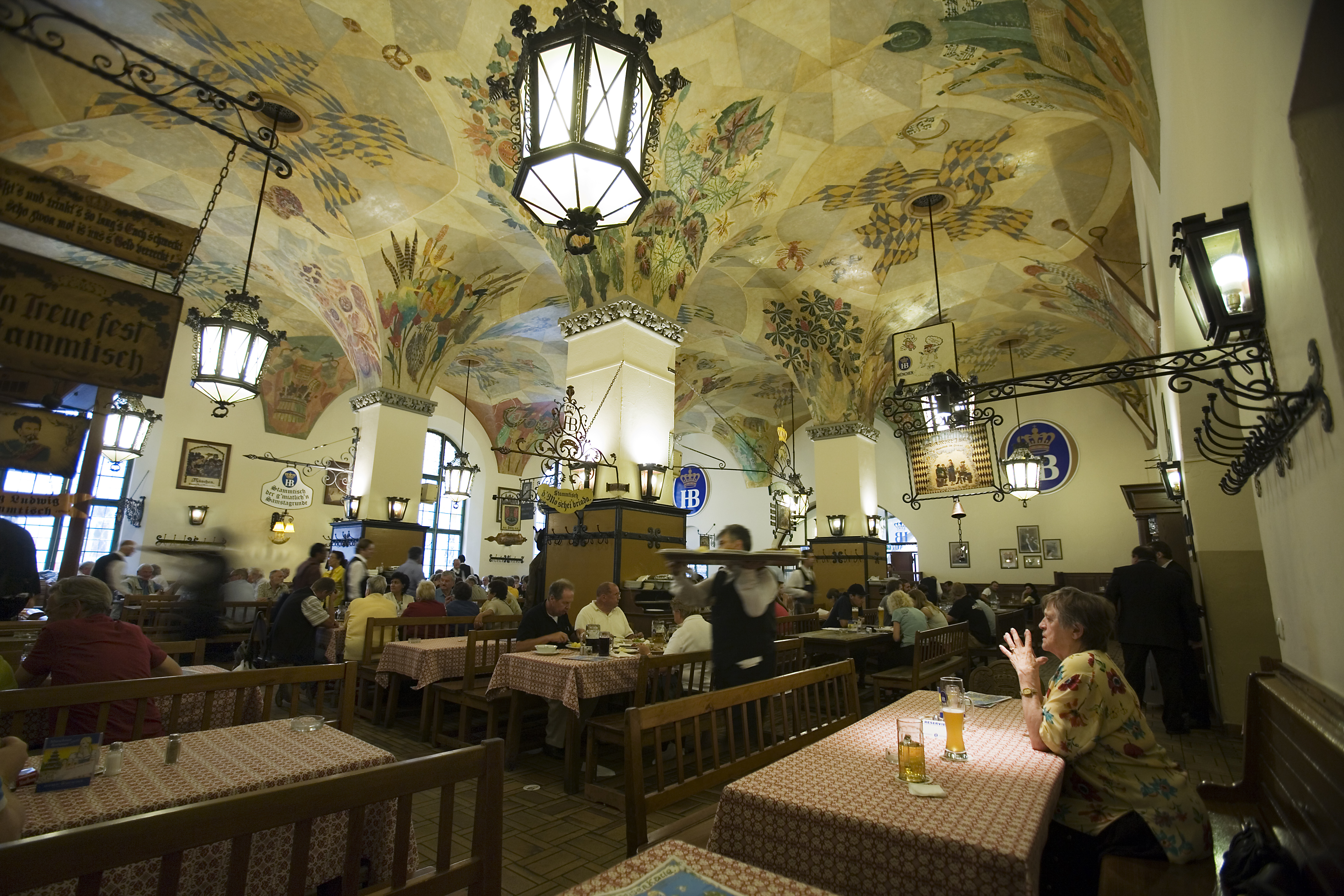
Kempten (Bavière)
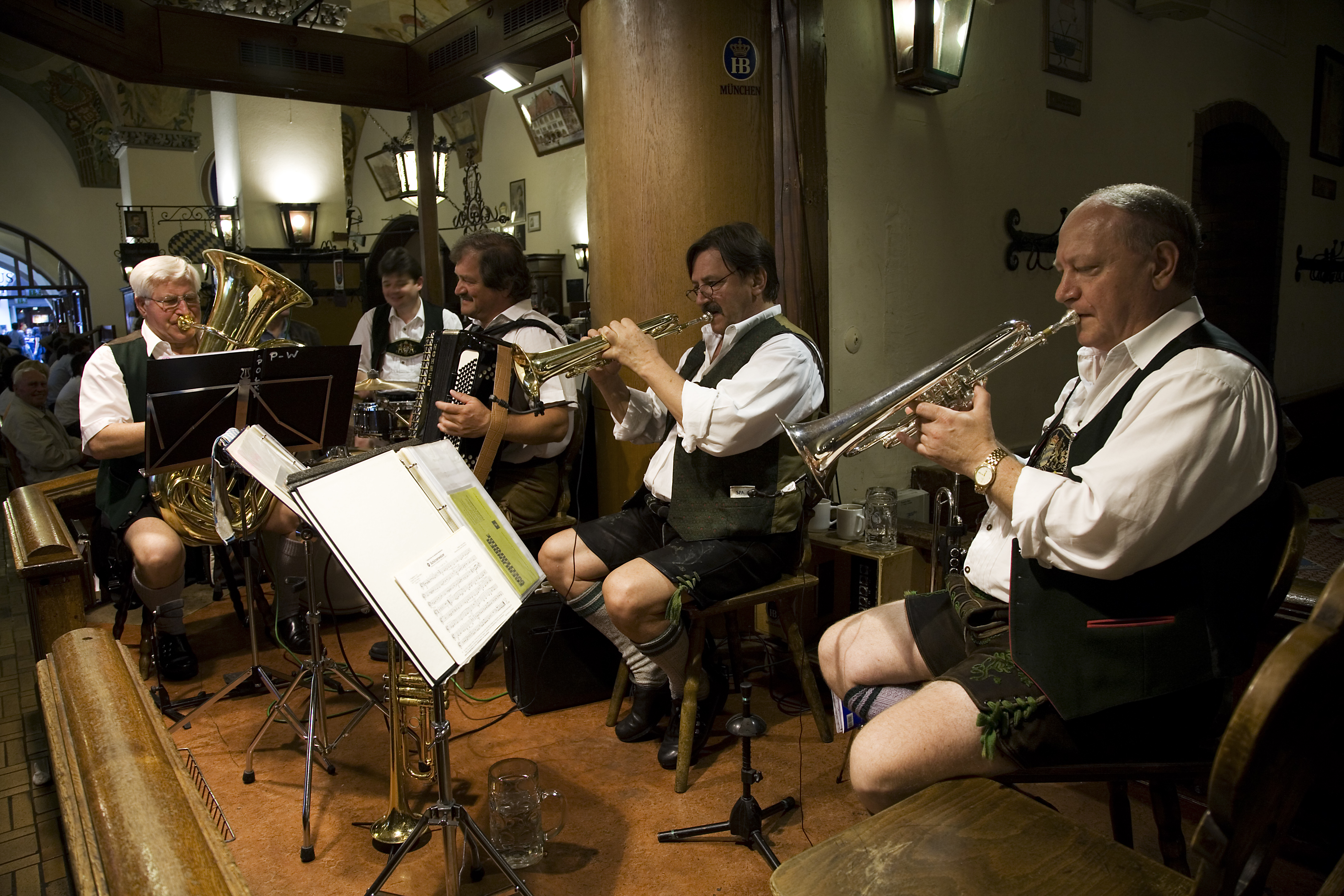
Orchestre de volkstümliche Musik allemande traditionnelle
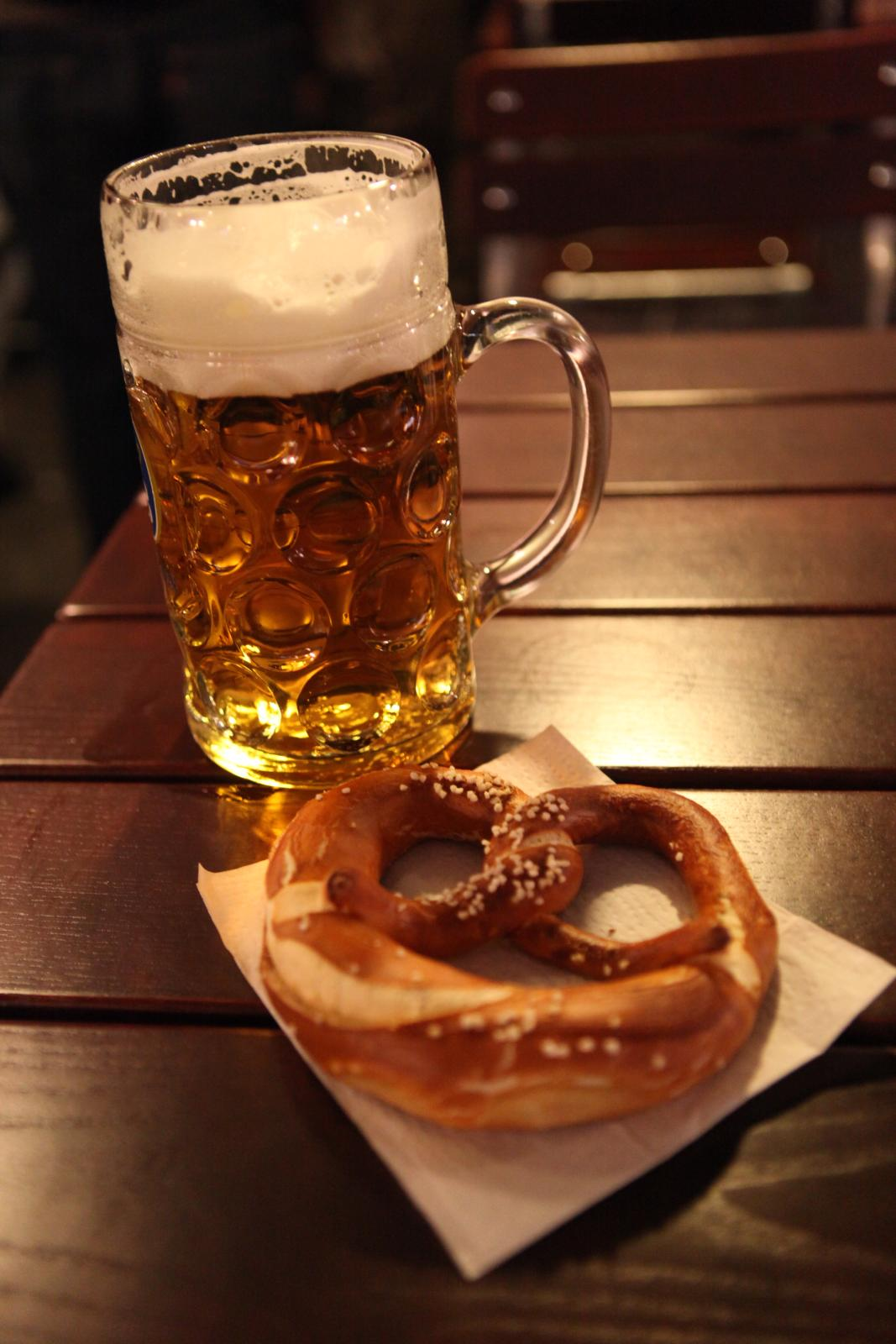
Bière allemande et bretzel

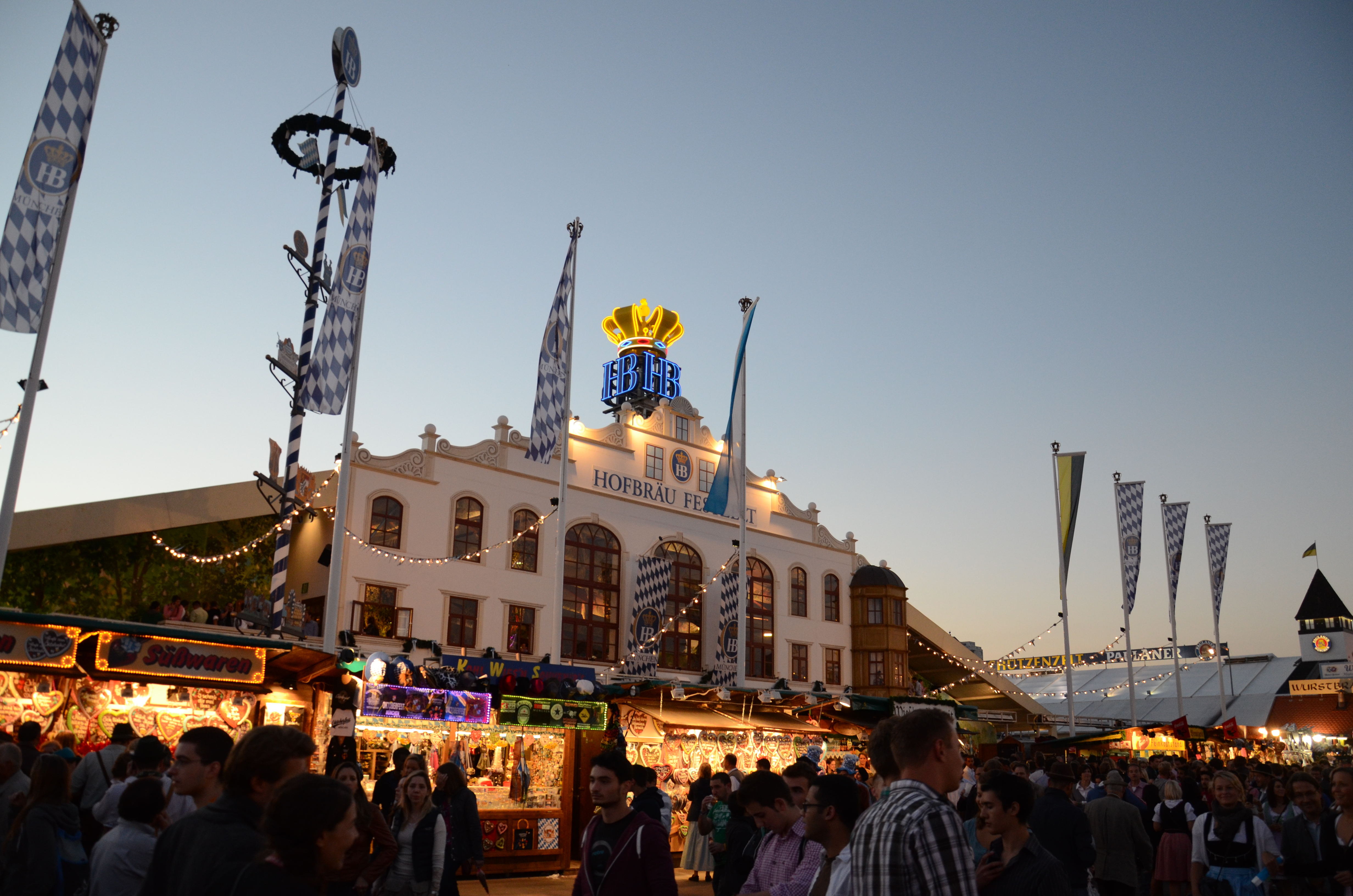
Hofbräu-Festzelt de l'Oktoberfest de Munich

De nombreux Bierpalasts historiques allemands ont disparu après-guerre, tels que le Mathäser de Munich de plus de 5 000 places, pour être remplacés depuis avec succès, à la belle saison, par de nombreux Biergartens (brasseries de pleine air) de plus de 8000 places pour les plus importantes, ou par de nombreuses fêtes de la bière, dont la célèbre et emblématique Oktoberfest d'octobre, avec près de 6 millions de participants, organisée sous d'immenses tentes de l'Oktoberfest et dans des salles des fêtes géantes, grandes comme des palais, de plus de 100 000 personnes pour les plus importantes. 

## QuelquesBierpalastscélèbres
Les Hofbräuhaus am Platzl et Löwenbräu-Keller sont deux palais de la bière emblématiques du centre historique de Munich, ainsi que des hauts-lieux de tourisme international. 